# Euagrios Pontikos

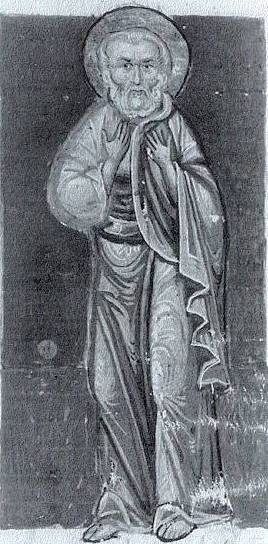
Euagrios Pontikos (Darstellung aus Kaffa, um 1430)

Euagrios Pontikos (latinisiert Evagrius Ponticus; * 345 in Ibora, Pontos; † 399 in Ägypten) war ein christlicher Mönch („Wüstenvater“), Asket und Schriftsteller.

## Leben
Geboren wurde er 345 in Ibora in der Provinz Pontus in der heutigen Türkei. Von seiner Jugend ist nichts überliefert. Unter Basilius dem Großen wurde er als Lektor in den Kreis der Kleriker aufgenommen. Nach dessen Tod zog Euagrios nach Konstantinopel. Dort empfing er von Gregor von Nazianz die Diakonenweihe. Er unterstützte seinen Bischof in seinem Wirken gegen den Arianismus. Wegen einer Affäre mit der Frau eines hohen kaiserlichen Beamten floh Euagrios nach Jerusalem. Dort schloss er sich dem Kreis um Melania der Älteren an. Ostern 383 wurde Euagrios von Rufinus von Aquileia als Mönch eingekleidet, und er zog in die ägyptische Wüste. Zwei Jahre blieb er in der nitrischen Wüste. Danach ließ er sich in der Kellia nieder. Dort wurde Euagrios Schüler von Makarios von Alexandria sowie von Makarios dem Ägypter. Euagrios verfasste zahlreiche Schriften, von denen lediglich wenige im Original überliefert sind. Als Anhänger des Origenes wurde er postum mehrmals verurteilt, so im Jahr 553 auf dem zweiten Konzil von Konstantinopel. Euagrios spielte beim Ausbruch der origenistischen Streitigkeiten am Ende des 4. Jahrhunderts unter den Mönchen in der ägyptischen Wüste eine große Rolle als Führer der gebildeten origenistischen Mönche, die von Bischof Theophilos von Alexandria nach dem Tod des Euagrios ausgewiesen wurden und bei Johannes Chrysostomos in Konstantinopel Aufnahme fanden.

## Rezeption
Euagrios ist der Begründer der Achtlasterlehre (siehe Todsünde), die von Johannes Cassianus circa im Jahr 420 übernommen und weiterentwickelt wurde, und erwarb durch sein schriftstellerisches Schaffen und seine wissenschaftliche Bildung hohes Ansehen unter den Anachoreten. Nur wenig des Werkes von Euagrios Pontikos ist heute überliefert. Der Großteil der Schriften ist in pseudepigraphischer Form, etwa bei Neilos von Ankyra überliefert. Bei den Schriften handelt es sich um an der alexandrinischen Exegese ausgerichtete Bibelkommentare und asketische Schriften. Da viele seiner Werke schon früh in andere Sprachen des christlichen Orients übersetzt wurden, wurde Euagrios zum Vermittler monastischer Spiritualität im Orient und Okzident.

## Werke
- Ad monachos
  - Ü.: Worte an die Mönche. Worte an eine Jungfrau. Sententiae ad monachos. Sententiae ad virginem. Eingeleitet und übersetzt von W. Eisele. Münsterschwarzach 2012, S. 49–70
  - Ü.: Der Mönchsspiegel. Der Nonnenspiegel. Ermahnung an Mönche. Griechisch und deutsch. Eingeleitet und übersetzt von Christoph Joest. Herder: Freiburg im Breisgau 2012, ISBN 978-3-451-30956-4
- Ad virginem
  - Ü.: Worte an die Mönche. Worte an eine Jungfrau. Sententiae ad monachos. Sententiae ad virginem. Eingeleitet und übersetzt von W. Eisele. Münsterschwarzach 2012, S. 49–70
  - Ü.: Der Mönchsspiegel. Der Nonnenspiegel. Ermahnung an Mönche. Griechisch und deutsch. Eingeleitet und übersetzt von Christoph Joest. Herder: Freiburg im Breisgau 2012, ISBN 978-3-451-30956-4
- Antirrheticus
  - Ü.: Die große Widerrede. Übersetzt von L. Trunk. Münsterschwarzach 2010
- Centuriarum supplementum
- De diversis malignis cogitationibus
- De magistris et discipulis
- De octo spiritibus malitiae tractatus
  - Ü.: Über die acht Gedanken. Eingeleitet und übersetzt von G. Bunge. Würzburg 1992
- De oratione
  - Ü.: Über das Gebet. Eingeleitet und übersetzt von J. E. Bamberger. Münsterschwarzach 2011
- De vitiis quae opposita sunt virtutibus
- Epistula ad Melaniam
  - Ü.: Brief an Melania; in: Briefe aus der Wüste. Eingeleitet, übersetzt und kommentiert von G. Bunge. Trier 1986, S. 303–328
- Epistulae
  - Ü.: Briefe aus der Wüste. Eingeleitet, übersetzt und kommentiert von G. Bunge. Trier 1986
- Epistula fidei
  - Ü.: Epistula 63; in: Briefe aus der Wüste. Eingeleitet, übersetzt und kommentiert von G. Bunge. Trier 1986, S. 284–302
- Gnostikos
- Institutio ad Monachos
  - Ü.: Der Mönchsspiegel. Der Nonnenspiegel. Ermahnung an Mönche. Griechisch und deutsch. Eingeleitet und übersetzt von Christoph Joest. Herder: Freiburg im Breisgau, 2012, ISBN 978-3-451-30956-4
- Kephalaia gnostica
- Praktikos
  - Ü.: Praktikos oder Der Mönch. Hundert Kapitel über das geistliche Leben. Übersetzt von G. Bunge. Köln 1989
  - Ü.: Praktikos. Über das Gebet. Übersetzt und eingeleitet von J. E. Bamberger. Münsterschwarzach 1986, S. 34–77
- Scholia in Ecclesiastem
- Scholia in Proverbia
- Scholia in Psalmos
- Skemmata